# الوایلر
الوایلر (به آلمانی: Ellweiler) یک شهر در آلمان است که در بیرکنفلد واقع شده‌است. الوایلر ۳۰۴ نفر جمعیت دارد.